# Apocalipsi zombi

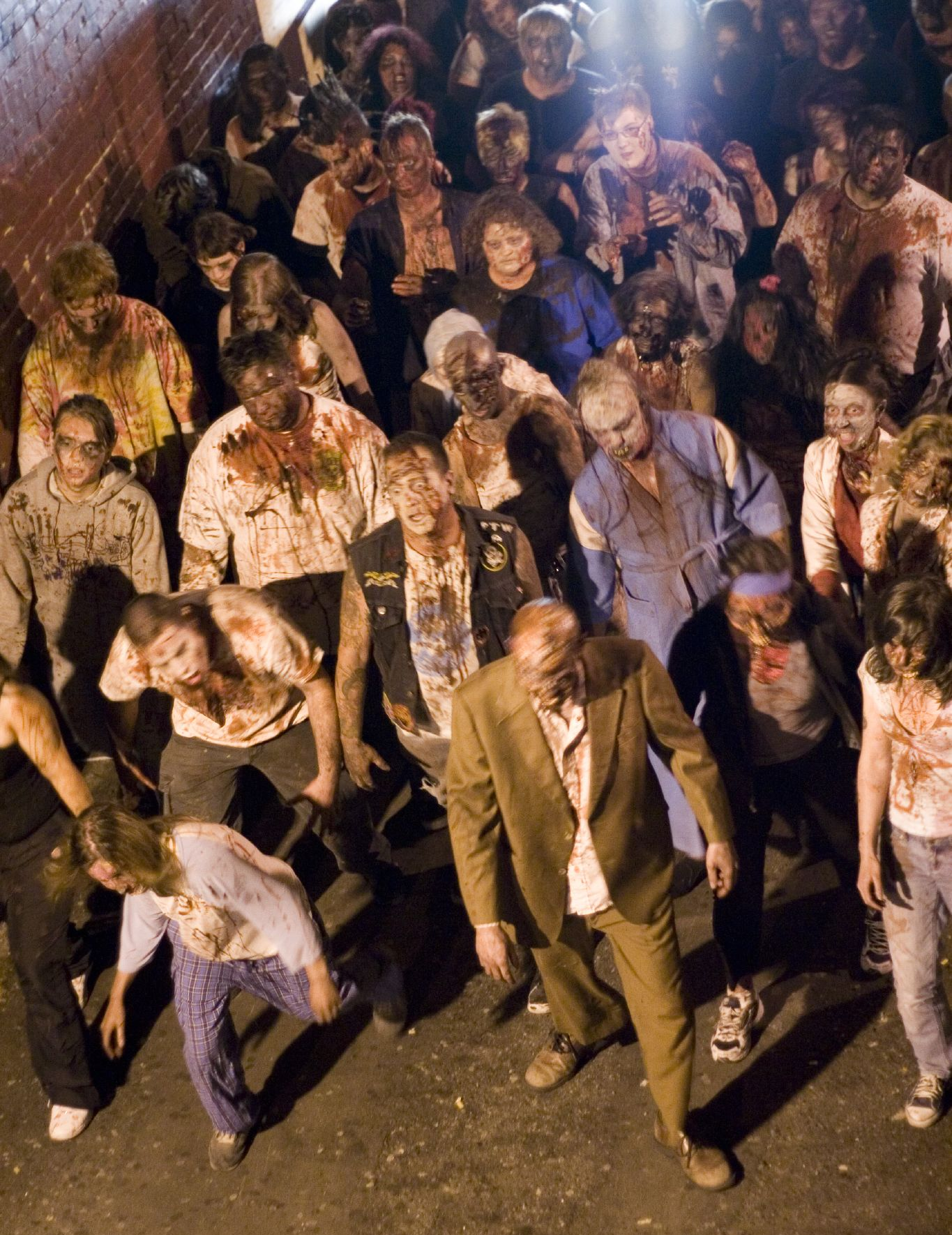
Representació d'un grup de zombis

Un apocalipsi zombi és un escenari particular de la ficció apocalíptica, que habitualment es produeix dins d'un entorn de ciència-ficció o terror. En una apocalipsi zombi, es produeix una resurrecció massiva de morts convertits en zombis, també coneguts com a morts vivents. Aquest aixecament, per poder rebre el tractament d'apocalipsi, ha de ser global. Generalment els zombis ressuscitats són caníbals, lents i de moviments maldestres, però no menys perillosos, que ataquen els humans vius. Els humans que no són devorats vius, però que són mossegats per un zombi, s'infecten i es converteixen en un mort vivent, ja que la mossegada zombi produeix una infecció fatal que mata lentament les cèl·lules i teixits vius dels humans, causant la mort; una vegada que l'humà mossegat mor, es reanima convertit en zombi. Això produeix una crisi que s'estén de manera exponencial i posa en gran perill a la humanitat: la progressió de la "plaga zombi" sobrepassa les forces de seguretat militars i civils, causant la caiguda de la civilització presa del pànic i deixant grups aïllats de supervivents, que han d'aconseguir mantenir-se amb vida en un món que s'ha tornat violent i perillós.

## Tòpics del gènere
Hi ha diversos elements comuns que contribueixen a fer que es produeixi una apocalipsi zombi: 
- L'apocalipsi zombi es produeix amb l'aparició massiva de zombis, un succés que mai ha passat abans.
- Els zombis comencen atacant els vius, convertint-los al seu torn en zombis, amb les seus mossegades. Els personatges supervivents reaccionen primer amb escepticisme davant els fets, fins que algun contacte amb zombis els fa canviar de parer i precipita els esdeveniments.
- Els zombis no tenen intel·ligència i sentiments, i els seus sentits són limitats. El seu únic instint és alimentar-se, no necessiten dormir, no respiren, no tenen por, fins i tot amb el seu cos molt deteriorat segueixen avançant. En moltes ocasions l'única manera de parar-los és destrossar el seu cervell o cremar-los per complet.
- Els zombis no es comuniquen entre si, però poden distingir a un humà viu d'un zombi. Tot i no actuar de manera coordinada, tenen tendència a agrupar-se, impulsats per sons o olors. Els grups poden ser de només uns pocs individus a grans quantitats, fent-los molt més perillosos.
- Les autoritats són lentes responent a l'amenaça, donant temps als zombis per créixer en nombre fins a superar qualsevol possibilitat de contenció. Els zombis no poden ser controlats, tot i la gran varietat de recursos tecnològics amb què es compta. Aquest escenari deriva en el col·lapse de la societat. Els zombis prenen el control complet mentre que petits grups dels encara vius han de lluitar per la seva supervivència

Les línies argumentals usualment segueixen a un únic grup de supervivents, atrapats enmig de la crisi. La narració generalment progressa des de l'aparició de la plaga, continua amb els intents inicials d'aconseguir ajuda de les autoritats, el fracàs d'aquestes autoritats, el sobtat col·lapse de totes les organitzacions més grans i els intents subsegüents dels personatges per sobreviure pels seus propis mitjans. Aquestes històries estan usualment enfocades en la manera d'enfrontar-se i reaccionar enfront de catàstrofes, ja que les seves personalitats es veuen alterades per l'estrès, obeint llavors a motivacions més primitives (por, auto-conservació) que les que tenen en la vida normal.
Generalment els zombis que apareixen en aquestes situacions es mouen lentament, això es va fer popular des que es va usar per primera vegada a la pel·lícula Night of the Living Dead de George A. Romero. Pel·lícules recents, però, han inclòs zombis que poden moure's amb molta rapidesa.

## Rerefons
El rerefons literari d'una apocalipsi zombi és usualment que la civilització és inherentment fràgil en topar-se amb amenaces reals sense precedents i que la majoria de les persones deixen de banda el "bé comú" quan el que està en joc és la seva pròpia supervivència. La narració d'una apocalipsi zombi conté fortes connexions amb el turbulent panorama social dels Estats Units en els anys 60 quan Night of the Living Dead, la pel·lícula precursora del gènere, va ser estrenada. Moltes persones creuen que el gènere de zombis permet a la gent enfrontar-se a la seva pròpia ansietat sobre la fi del món. De fet el col·lapse de la societat com a resultat d'una infestació de zombis ha estat presentat en un sens fi de productes relacionats amb els zombis (pel·lícules, videojocs) des de Night of the Living Dead.
| «                 | Més que qualsevol altre monstre, els zombis són completament apocalíptics... són el senyal de la fi del món tal com el coneixem. | » |
| — Kim Paffrenroth | |   |

## Fandom
Gràcies a un gran nombre de pel·lícules i videojocs, l'apocalipsi zombi ha arribat al públic general, i hi ha hagut esforços per part de molts fans per preparar-se pel "adveniment" de l'apocalipsi zombi. Aquests esforços inclouen la creació d'armes específiques per lluitar contra els zombis i la venda de pòsters amb informació per a la població sobre com sobreviure a un brot de zombi.
Estudiants del Col·legi Gucha, han inventat un joc d'agafar el que han anomenat Humans vs. Zombis on els "supervivents" humans armats amb pistoles NERF (pistoles que disparen pilotes) s'enfronten als "zombis". El joc ha causat polèmica, després dels tirotejos a Virgínia Tech i a la Universitat del Nord d'Illinois, ja que es creu que el joc demostra com de perilloses que poden ser les armes
Hi ha algunes confusions amb pel·lícules com 28 Dies Després i 28 Setmanes Després, ja que es comparen amb una apocalipsi zombi, sent això fals perquè aquestes pel·lícules els subjectes són infectats per un virus desconegut, mentre que els zombis són morts vivents, és a dir, cadàvers reanimats. És també equivocat dir que tota la saga Resident Evil pertany al gènere zombi, ja que en les últimes entregues el virus és distorsionat i no només reviu als morts, sinó que altera a éssers vius.
Marcus do Rio Teixeira afirma que el gust per les històries d'apolapisis zombi agraden perquè a falta de llei, estats i institucions el subjecte no troba límit al compliment dels seus desitjos.

## Exemples

### Pel·lícules
- Night of the Living Dead (1968), Dawn of the Dead (1978), Day of the Dead (1985), Land of the Dead (2005) i Diary of the Dead (2008) de George A. Romero.
- La saga de pel·lícules Resident Evil (2002-2010), on Alice, una humana amb un poderós virus dins d'ella, s'ha d'enfrontar a un món zombi, i perseguir la corporació Umbrella (causant de l'alliberament del virus).
- Dawn of the Dead (2004), remake de la pel·lícula del mateix títol.
- The Zombie Diaries (2006), un llargmetratge anglès en què un virus crea una plaga de zombis. La pel·lícula va ser rodada i completada abans de Diary of the Dead.
- Fido (2006), una comèdia de zombis situada en els anys 50, quan la humanitat és rescatada d'una apocalipsi zombi per una corporació que converteix els zombis en servents personals
- Planet Terror (2007, una de les dues pel·lícules Grindhouse, recordada perquè a Rose McGowan, que interpretava a una ballarina de striptease, li substitueixen la seva cama per un fusell d'assalt.
- Gangs of the Dead (2007), on un meteorit diposita espores que converteixen a les persones en zombis. En el Regne Unit aquesta pel·lícula va ser coneguda com a 48 Weeks Later, però no té relació amb l'esmentada abans 28 Weeks Later.
- Dance of the Dead (2008), on un grup d'estudiants intenten salvar el seu ball de graduació dels morts que els ataquen.
- Zombieland (2010) una comèdia de zombis on els protagonistes busquen la forma de sobreviure.

### Còmics
- The Walking Dead de Robert Kirkman, iniciat l'any 2003, és una crònica dels supervivents d'un món que ha estat arrasat per zombis.[13]
- Marvel Zombies (2005) i les seves seqüeles:Marvel Zombies: Dead Days, Marvel Zombies vs. The Army of Darkness, Marvel Zombies 2, Marvel Zombies 3.[14]

### Novel·les
- La novel·la de l'any 2003 The Zombie Survival Guide, de Max Brooks, conté una secció en forma de guia de "com bregar amb un brot de classe 4", o apocalipsi zombi global.[15]
- El llibre de 2006 World War Z, de Max Brooks[16]
- La Trilogia dels Zombies que inclou les novel·les Zombie Island (2006), Zombie Nation (2006), i Zombie planet (2007), per David Wellington[17]
- La novel·la Apocalipsis Z de l'any 2007, de l'escriptor espanyol Manel Loureiro, que narra com una epidèmia zombi sorgeix en un remot país del Caucas i a poc a poc es va estenent lentament per tot el món, com una pandèmia. Li segueix la segona part Els Dies Fosco.

### Televisió
- Dance of the Dead (2005), és un episodi de Masters of Horror dirigit per Tobe Hooper. Conté un tema triplement apocalíptic, ja que presenta un virus dissenyat per causar brot de zombis després de la Tercera Guerra Mundial.[18]
- La sèrie de TV del 2008 Dead Set en la qual es produeix un brot de zombis. Centrada al voltant del programa real de televisió «Gran Hermano» en la seva versió d'Anglaterra.[19]
- The Walking Dead (2010–2022), creada per Frank Darabont basada en el còmic homònim de Robert Kirkman i Tony Moore la qual es va estrenar en Fox Broadcasting Company el 2 de novembre del 2010.[20]
- Fear the Walking Dead (2015–2023), creada per Robert Kirkman i Dave Erickson.
- The Walking Dead: World Beyond (2020–2021)
- Jigeum Uri Hakgyoneun (2022–present)
- Tales of the Walking Dead (2022)
- The Last of Us (2023–present)
- The Walking Dead: Dead City (2023–present)
- The Walking Dead: Daryl Dixon (2023–present)
- The Walking Dead: The Ones Who Live (2024)

### Anime i Manga
- Highschool of the Dead (2006), màniga i adaptació animi (2010). El món ha estat pres per una malaltia mortal que transforma als humans en zombis. Al Japó, diversos estudiants de l'escola Fujimi i la infermera escolar s'uneixen per sobreviure a l'apocalipsi.

### Videojocs
- La modificació BrainBread del videojoc Half-Life.
- El videojoc de l'any 2008 Left 4 Dead i el del 2009 Left 4 Dead 2, un joc cooperatiu, d'horror, en primera persona, que enfronta a supervivents humans contra hordes de zombis.[5] (Encara que en realitat són humans infectats amb un virus similar a la ràbia, els protagonistes i jugadors es refereixen als infectats com a "Zombis")
- Zombie Infection i Zombie Plague, amb dues modificacions de Counter-Strike. En el Zombie Infection els antiterroristes i els terroristes s'uneixen per combatre a la infecció i així sobreviure. En el Zombie Plague un grup de soldats és enviat a detenir la infecció (aquest últim presenta diversos elements de Resident Evil).
- El videojoc Call of Duty: World at War: World at War en acabar el joc hi ha una missió que es diu 'Nacht Der Untoten' (La nit dels morts en alemany), en el qual estem en un edifici i hem de sobreviure a les interminables onades de zombis-nazis recollint les armes que hi ha allà.
- Els videojocs de Resident Evil de Capcom, basats en un virus biològic que infecta a ciutats per culpa de la Corporació Umbrella
- El videojoc Land of the Dead, com la pel·lícula de George A. Romero, aquesta ambientada en la vida de Jack, un granger que en tornar d'alimentar als seus porcs nota que als afores de la seva casa hi ha una persona desconeguda i en tractar de veure qui es veu que és un zombi, i així s'embarca en un viatge pels afores de les granges buscant supervivents a la ciutat i tractant de desxifrar la veritat sobre la infecció.
- Els videojocs Dead Rising i Dead Rising 2.
- Xarxa Dead Redemption: Red Dead Redemption: Undead Nightmare un videojoc que combina l'apocalipsi zombi amb el western.
- En God of War, varis dels monstres als quals s'enfronta Kratos són soldats no morts, tècnicament zombis. El rei Bàrbar a God of War II invoca zombis de bàrbars (i d'un capità desgraciat).
- En el Call of Duty Black Ops, en el menú principal, hi ha una opció anomenada 'zombis', que et transporta a una casa i on hauràs de destruir onades de zombis.

### Música
- El vídeo musical de 2008 de la banda Metallica per a la cançó "All Nightmare Long" ambientat a la Unió Soviètica, on usen una espora trobada després de l'Esdeveniment de Tunguska, per crear un exèrcit de zombis que ataqui els Estats Units.[21]
- El vídeo musical de la banda Lordi en la cançó "Hard Rock Hallelujah" en el gimnàs de l'escola les coristes es desmaien i s'aixequen convertides en zombis que prenen com a líder una noia metallera que escolta Lordi i ella, que abans era rebutjada per tots, envaeix l'escola amb la seva legió de coristes zombis.
- El famós vídeo musical "Thriller" de Michael Jackson inclou zombis ballarins.
- El més recent disc de la banda de metalcore The Devil wears PradaZombie EP'